# 関戸トンネル
関戸トンネル（せきどトンネル）は、山口県岩国市の山陽自動車道にあるトンネルである。多数ある山陽自動車道のトンネルの中でこのトンネルが一番距離が長い。

## 概要
- 上り線（広島・岡山方面）長さ：3,325 m
- 下り線（北九州方面）長さ：3,217 m

※トンネル距離数はトンネル入口手前に設置された標識の記載によるもの。

## 歴史
- 1988年3月29日
広島岩国道路・大竹IC - 大竹JCTおよび山陽自動車道・大竹JCT - 岩国IC間開通と同時に供用開始

## 追記事項
- 上下線共にトンネル内部は車線変更禁止に指定されている。
- 広島県と山口県の県境付近で高低差を付けるため、上下線いずれも最初は登り坂になっている。

## 隣
E2 山陽自動車道（広島岩国道路区間含む）
(32) 廿日市JCT - (32-1) 大野IC - (32-2) 大竹IC - 大竹JCT - 関戸トンネル - (34) 岩国IC